# 가시마정 (시마네현)
가시마정(鹿島町)은 시마네현 동부에 위치했던 정이며, 야쓰카군에 속했다. 현재는 합병으로 마쓰에시에 해당한다.

## 역사
- 1956년 3월 3일 - 1정 3촌이 합병해 성립하였다.
- 2005년 3월 31일 - 마쓰에시 , 시마네정, 미호노세키정, 야쿠모촌, 다마유정, 신지정, 야쓰카정과 합병해 새로운 마쓰에시가 성립하였다. 동일 가시마정은 폐지되었다.